# Al-Kahtanijja (poddystrykt)
Al-Kahtanijja – jedna z 4 jednostek administracyjnych trzeciego rzędu (nahijja) dystryktu Al-Kamiszli w muhafazie Al-Hasaka w Syrii.
W 2004 roku poddystrykt zamieszkiwało 65 685 osób.